# Час відпочинку з суботи до понеділка
«Час відпочинку з суботи до понеділка» (рос. «Время отдыха с субботы до понедельника») — російський радянський художній фільм 1984 року.

## Сюжет
Подружня пара забезпечених немолодих вчених з двома дорослими дітьми відправляється на круїзному теплоході «Дмитро Фурманов» за маршрутом вихідного дня Ленінград-Валаам-Ленінград.
Під час екскурсії по острову Валаам подружжя свариться і Анна одна відправляється на попутньому човні в колишній монастир, де проживають інваліди. У човнярі, несподівано для себе, Анна впізнає друга юності Павла, якого, як їй здавалося, вона любила все життя і чекала зустрічі, хоча і вважала загиблим під час Німецько-радянської війни. Але Павло, який опинився безногим, на протезах, калікою, більш тверезо дивиться на їхню зустріч. Він відмовляється від сумбурної пропозиції переїхати назад в Ленінград до Анни, яка вирішила почати нове життя з коханим, і вона, засмучена відмовою, повертається на теплохід до чоловіка і дітей.

## У ролях
- Алла Демидова —  Анна
- Владислав Стржельчик —  Олексій Скворцов
- Олексій Баталов —  Павло
- Дар'я Михайлова —  Таня
- Михайло Неганов —  Пашка
- Ніна Ургант —  пасажирка теплохода
- Єгор Висоцький —  п'яний бородань
- Ігор Кашинцев —  масовик-витівник

## Знімальна група
- Автор сценарію і режисер-постановник — Ігор Таланкін
- Оператори-постановники: Георгій Рерберг, Павло Лебешев
- Художник-постановник — Валерій Філіппов
- Музика — Олексія Локтєва і Василя Шумова у виконанні рок-групи «Центр»